# François Pinault
François Pinault (Les Champs-Géraux, 21 de agosto de 1936) es un empresario multimillonario francés, fundador del grupo de lujo Kering y del holding de inversiones Grupo Artémis. Pinault inició su negocio en la industria de la madera a principios de la década de 1960. Cotizada en bolsa en 1988, su empresa invirtió en cadenas de tiendas especializadas y cambió su nombre a Pinault-Printemps-Redoute (PPR). A fines de 1999, PPR cambió hacia el lujo y la moda. En 2003, pasó la dirección de sus empresas a su hijo mayor, François-Henri, para seguir su pasión por el arte contemporáneo.

## Biografía
François Pinault nació el 21 de agosto de 1936 en Les Champs-Géraux, un municipio del norte de Bretaña, en el oeste de Francia. Su padre era comerciante de madera. Pinault creció en la campiña francesa y comenzó su carrera trabajando para el negocio maderero de su familia. Dejó de asistir al Colegio Saint-Martin en Rennes con 16 años. En 1956, se alistó en el ejército durante la guerra de Argelia. Volvió al negocio familiar, que vendió tras la muerte de su padre. En 1962 se casó con Louise Gautier. Tuvieron tres hijos: François-Henri, Dominique y Laurence Pinault. La pareja se divorció cinco años después y, en 1970, Pinault se casó con Maryvonne Campbell, una comerciante de antigüedades de Rennes que lo introdujo en el mundo del arte. Sus primeras compras de obras de arte se remontan a este período.

### Primer negocio
François Pinault inició su primer negocio en 1963 con una empresa de comercio de madera. Pinault SA creció con fuerza y diversificó su cartera mediante la adquisición de varias empresas en quiebra, incluida Chapelle Darblay, para reestructurarlas. El 25 de octubre de 1988, Pinault SA se hizo pública en la bolsa de valores de París y comenzó a invertir en cadenas de tiendas especializadas. Adquirió una participación mayoritaria en CFAO (empresa) (distribución especializada en África), Conforama (minorista de muebles), Printemps (grandes almacenes), La Redoute (venta por correo) y Fnac (minorista de libros y electrónica). Pinault Sa pasó a llamarse Pinault-Printemps-Redoute (PPR) en 1993. En 1992, Pinault creó el holding Artémis para gestionar las inversiones de la familia Pinault. Controlado al 100% por Pinault y su familia, Artémis controla el viñedo francés Château Latour (Burdeos), Clos de Tart (Borgoña), Domaine d'Eugénie (Vosne-Romanée), Château Grillet (Valle del Ródano), Eisele Vineyard (Valle de Napa). Artémis compró la revista de noticias Le Point en 1997, la casa de subastas Christie's en 1998, y la compañía de cruceros de lujo Ponant en 2015. Pinault ha sido propietario del club de fútbol Rennes desde 1998.
A finales del siglo XX, Pinault comenzó a cambiar el enfoque de su negocio del comercio minorista al lujo. En marzo de 1999, Pinault-Printemps-Redoute compró una participación mayoritaria del 42% del Grupo Gucci por 3.000 millones de dólares y compró la empresa Yves Saint Laurent. Pinault luego compró la empresa de joyería francesa Boucheron en 2000, Balenciaga en 2001 y la casa de moda británica Alexander McQueen. En mayo de 2003, entregó la dirección de sus empresas a su hijo François-Henri, quien persiguió la consolidación del grupo de lujo con nuevas adquisiciones (Brioni, Girard-Perregaux, Pomellato) y cambió el nombre del grupo a Kering en 2013.

### Millonario
Al 31 de enero de 2021, según Forbes, Pinault tenía un patrimonio neto estimado en 43 400 millones de dólares. En octubre de 2022, según el índice de multimillonarios de Bloomberg, la riqueza de Pinault se estimó en 33 500 millones de dólares estadounidenses, lo que lo convierte en la 31.ª persona más rica del mundo. En 2021 compró el hôtel particulier Hôtel de Cavoye en el VII Distrito de París por 80 millones de euros. También es propietario del château de la Mormaire (Yvelines), y del Hôtel de Clermont-Tonnerre y el Hôtel Choiseul-Praslin (París).